# Riera de Torrentbò
Riera de Torrentbò – miejscowość w Hiszpanii, w Katalonii, w prowincji Barcelona, w comarce Maresme, w gminie Sant Vicenç de Montalt.
Według danych INE w 2020 roku liczyła 208 mieszkańców – 107 mężczyzn i 101 kobiet. 